# Edward Ośko
Edward Ośko (Podebłocie; 13 de Janeiro de 1957 — ) é um político da Polónia. Ele foi eleito para a Sejm em 25 de Setembro de 2005 com 5725 votos em 35 no distrito de Olsztyn, candidato pelas listas do partido Liga Polskich Rodzin.